# Gustav Nachtigal

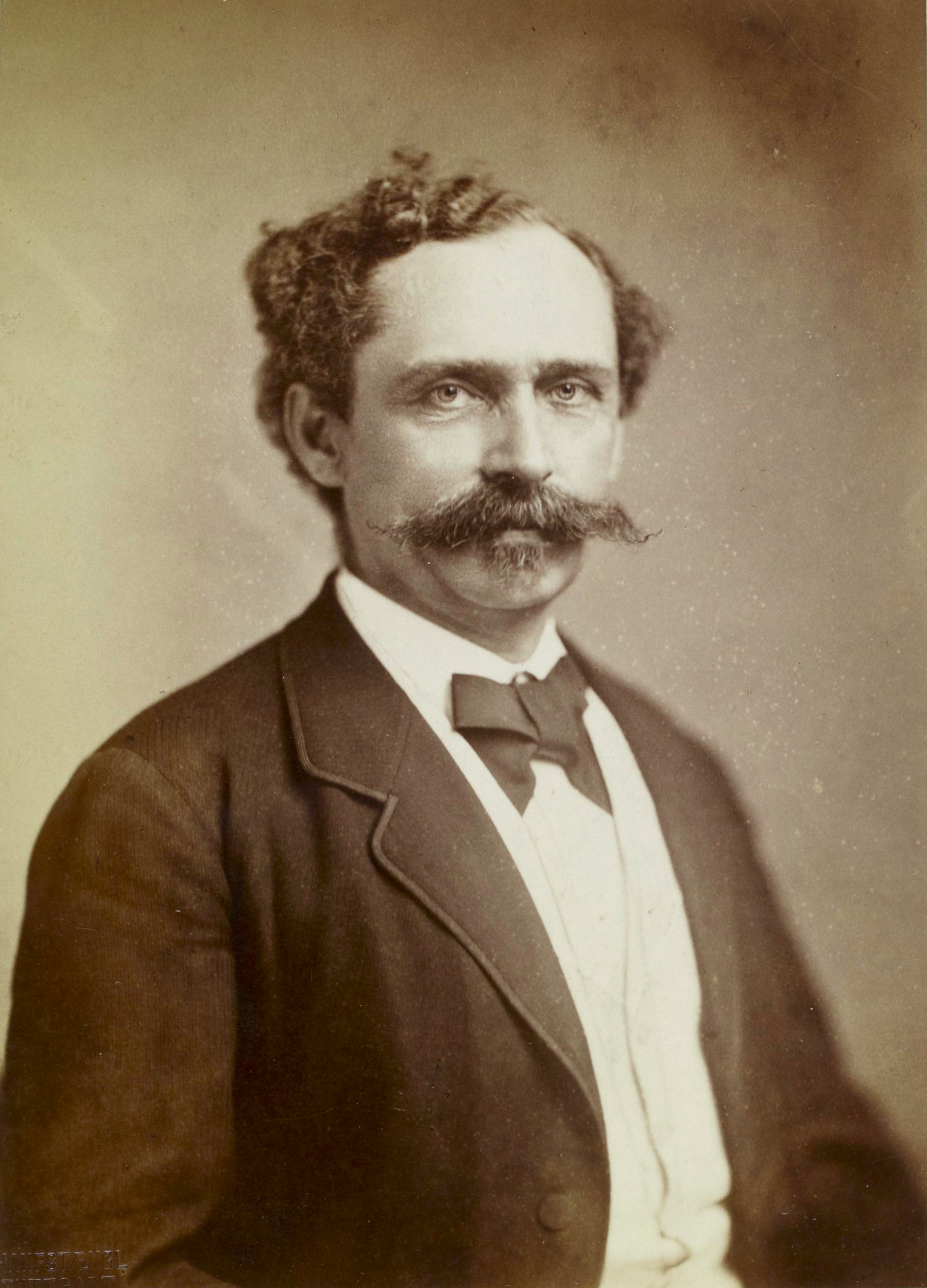
Gustav Nachtigal

Gustav  Nachtigal (* 23. Februar 1834 in Eichstedt (Altmark); † 20. April 1885 vor der Küste Westafrikas) war ein deutscher Afrikaforscher und Beamter im auswärtigen Dienst des deutschen Kaiserreichs. Als Reichskommissar vollzog er die Gründung deutscher Kolonien in Westafrika.

## Leben

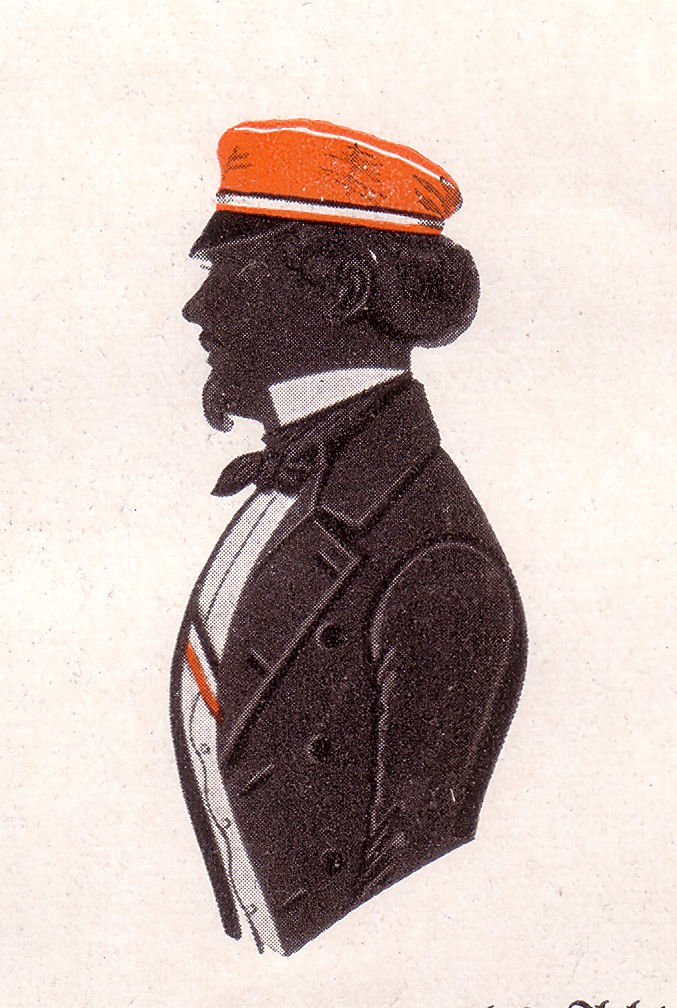
Gustav Nachtigal als Altmärker (1854)

Gustav Nachtigals Vater, der Pfarrer Carl Friedrich Nachtigal, starb schon 1839 an Tuberkulose. Nach dem Tod des Vaters wuchs Gustav Nachtigal in Stendal auf, wo er das Winckelmann-Gymnasium besuchte. Nach dem Abitur studierte er an der Friedrichs-Universität Halle, der Julius-Maximilians-Universität Würzburg und der Königlichen Universität zu Greifswald Medizin. Er wurde 1854 Corpsbursche der Palaiomarchia in Halle und bekam später auch das Band der Nassovia (1878) sowie die Corpsschleife der Pomerania (1877). Nach erfolgreichem Abschluss seines Studiums wurde er 1858 Militärarzt der Preußischen Armee in Köln.

### Tätigkeit in Nordafrika: 1863–1868
Nach einer Tuberkulose-Erkrankung begab sich Nachtigal zur Genesung nach Nordafrika. Er hielt sich zunächst in Algerien, ab 1863 in Tunis auf, wo er als Feldarzt am Feldzug gegen die aufständischen Stämme des Maghreb teilnahm und anschließend am Hof in Tunis Leibarzt des Beys wurde. Hier erlernte er auch die arabische Sprache. 1868 traf Nachtigal den Forscher Gerhard Rohlfs, der 1868 von König Wilhelm I. von Preußen mit der Übergabe von Geschenken an den Sultan von Bornu im heutigen Nigeria beauftragt worden war. Rohlfs übertrug diese Aufgabe an Nachtigal.

### Die große Afrikareise: 1869–1874
Nachtigal brach am 17. Februar 1869 von Tripolis aus auf, durchquerte die Sahara, hielt sich in Fessan auf und ging dann in das vorher von keinem Europäer betretene Gebiet der Tibbu, das Land Tibesti. Die dort lebenden Teda bedrohten Nachtigal jedoch mit dem Tod und raubten ihn aus, so dass er nach Murzuk fliehen musste, wo er dann den Winter verbrachte. In Murzuk traf Nachtigal mit der niederländischen Afrikaforscherin Alexine Tinne zusammen. Im Juli 1870 erreichte er Kuka, die Residenz des Sultans von Bornu, und überreichte diesem die Geschenke des preußischen Königs. Nachtigal bereiste danach die Region Kanem und Borkou und kehrte im Januar 1872 wieder nach Kuka zurück. Darauf wendete er sich nach Bagirmi und in die südlichen, damals noch von Heiden bewohnten Gebiete. Nachdem er im Herbst 1872 wieder nach Kuka zurückgekehrt war, reiste Nachtigal zum Fluss Chari im heutigen Tschad und von dort weiter in das Sultanat Wadai (heute östlicher Tschad). Er hatte namhaften Anteil an der Aufklärung des Schicksals des hier ermordeten Eduard Vogel. Im Sommer 1873 reiste er von der Hauptstadt Abeschr bis zur südlichen Landesgrenze und gelangte 1874 zunächst in das Sultanat Darfur und im Sommer 1874 in das Sultanat Kordofan. Er lernte unterwegs weitere regionale Sprachen und sammelte wissenschaftliche Daten über Geografie, Ethnografie und Sprachenkunde der durchreisten Gebiete. Schließlich erreichte Nachtigal Khartum, die Hauptstadt des von Ägypten besetzten Sudan. Von hier aus reiste er entlang des Nils nach Kairo in Ägypten und kehrte 1875 schließlich nach Deutschland zurück. Nachtigal war bei der Dokumentation der Forschungsergebnisse bemüht, sachlich zu berichten, im Unterschied zu anderen Afrikareisenden seiner Zeit wie Henry Morton Stanley, Carl Peters oder Hermann von Wissmann.

### Tätigkeiten in Berlin und Tunis: 1875–1884
Nachtigal schrieb in Berlin die Ergebnisse seiner Reisen nieder. Seine Publikationen machten ihn bekannt und führten zu zahlreichen Ehrungen. Er wurde Vorsitzender einflussreicher geografischer Gesellschaften, wie der Gesellschaft für Erdkunde und der Afrikanischen Gesellschaft. Außerdem war er Mitglied der Berliner Gesellschaft für Anthropologie, Ethnologie und Urgeschichte und der Internationalen Afrika-Gesellschaft. Als Mitglied der Commission internationale d’exploration et de civilisation de l’Afrique centrale beriet er den belgischen König Leopold II. bezüglich der Erschließung des Kongo. Im Jahr 1878 wurde er in die Deutsche Akademie der Naturforscher Leopoldina gewählt und zum Ehrenmitglied des Thüringisch-Sächsischen Vereins für Erdkunde ernannt. Nachtigal betrachtete seine Forschungen als Vorbereitung und Grundlage für die Gründung eines deutschen Kolonialreiches und sprach sich für eine Zusammenarbeit von Wissenschaft, Mission und Handel aus.
1882 trat Nachtigal in den Dienst des Kaiserreichs, als er von Reichskanzler Otto von Bismarck zum Generalkonsul in Tunis berufen wurde. Offizielle Berichte kritisierten, dass sich der Konsul Nachtigal zu sehr der Erforschung der islamischen Kultur Nordafrikas widme und sich nur unzureichend für die Interessen der deutschen Exportwirtschaft einsetze.

### Gründung von deutschen Kolonien in Westafrika: 1884–1885

Das Regierungsgebäude in Douala (Kamerun) mit der Grabstätte Nachtigals (1894)

Bismarck ernannte Nachtigal 1884 zum Reichskommissar für Deutsch-Westafrika und beauftragte ihn, die vor kurzem durch hanseatische Kaufleute erworbenen Territorien und Handelsstützpunkte in Deutsche Kolonien zu überführen. Im Frühjahr 1884 reiste er als kaiserlicher Kommissar mit der Drohkulisse von Kanonenbooten nach Westafrika. Er landete in Kapitaï und Koba sowie am Golf von Guinea an, zeigte aber Bedenken gegenüber einer Konfrontation mit Frankreich. Nachdem Frankreich prominente Persönlichkeiten der Region um Klein Popo zur Unterzeichnung eines sog. „Schutzvertrags“ überzeugt hatten, protestierte der König G. A. Lawson dagegen. Ein Konflikt wäre den dort ansässigen deutschen Firmen und ihrem Handel gefährlich gewesen, also riefen sie nach Hilfe von der deutschen Marine. Wie der Historiker Peter Sebald beschreibt:

„Am 3. Februar 1884 stürmte ein Landungskorps der SMS „Sophie“ von 100 Matrosen mit blanken Bajonetten Klein Popo, tötete dabei einen Afrikaner, arretierte Minister William Lawson und die Ratgeber des Königs G. A. Lawson III., Gomez und Wilson. In Lagos mußte William Lawson zwar auf Intervention des britischen Gouverneurs freigelassen werden, […] er durfte aber nicht wieder nach Klein Popo zurückkehren. Gomez und Wilson wurden als Geiseln nach Deutschland verschleppt und erst von Nachtigal im Juli 1884 wieder zurückgebracht.“

Zusammen mit anderen deutschen Handelsagenten suchte er weiter nach lokalen Herrschern, die Interesse daran hätten, einen sog. Schutzvertrag zu unterzeichnen. Am 5. Juli 1884 landete Nachtigal vor Baguida Beach und gab dem König Mlapa von Togo ein Dokument zur Unterzeichnung, um die sogenannte deutsche „Schutzherrschaft“ über das Gebiet von Togoland zu untermauern (heute Togo bzw. Teilgebiet von Ghana). Die zwei ersten Absätze dieses Vertrags lauten:

„§ 1. König Mlapa von Togo, geleitet von dem Wunsch, den legitimen Handel, welcher sich hauptsächlich in den Händen deutscher Kaufleute befindet, zu beschützen und den deutschen Kaufleuten volle Sicherheit des Lebens und Eigentums zu gewähren, bittet um den Schutz Seiner Majestät des Deutschen Kaisers, damit er in den Stand gesetzt werde, die Unabhängigkeit seines an der Westküste von Afrika, von der Ostgrenze von Porto Seguro bis zur Westgrenze von Lome oder Bey Beach, sich erstreckenden Gebietes zu bewahren. Seine Majestät der Kaiser gewährt seinen Schutz unter Vorbehalt aller gesetzmäßigen Rechte Dritter.
§ 2. König Mlapa wird keinen Teil seines Landes mit Souveränitätsrechten an irgendeine fremde Macht oder Person abtreten, noch wird er Verträge mit fremden Mächten ohne vorherige Einwilligung Seiner Majestät des Deutschen Kaisers eingehen.“

Am 14. Juli stellte er Kamerun „unter deutschen Schutz“. Im selben Jahr beglaubigte er die teilweise betrügerisch erworbenen Rechte bzw. Landerwerbungen der Firma Lüderitz im heutigen Namibia („Lüderitzland“). Er hielt sich noch einmal in Kamerun auf und stellte am 11. März 1885 das Mahinland unweit des Nigerdeltas „unter deutschen Schutz“. Um die westafrikanischen Vertragspartner zum Abschluss der Verträge zu bewegen, drohte Nachtigal auch mit Gewalt und Geiselnahmen. In allen beanspruchten Gebieten kam es nach den Vertragsabschlüssen zu Aufständen und Protesten.
Auf der Rückreise nach Europa erkrankte er an Tuberkulose. Er starb am 20. April 1885 an Bord des Kanonenbootes Möwe. Am 21. April 1885 wurde er auf Kap Palmas beigesetzt. 1888 wurden seine sterblichen Überreste nach Kamerun überführt, wo ihm beim ehemaligen Gouvernementsgebäude ein Denkmal errichtet wurde.

## Ehrung und Einordnung

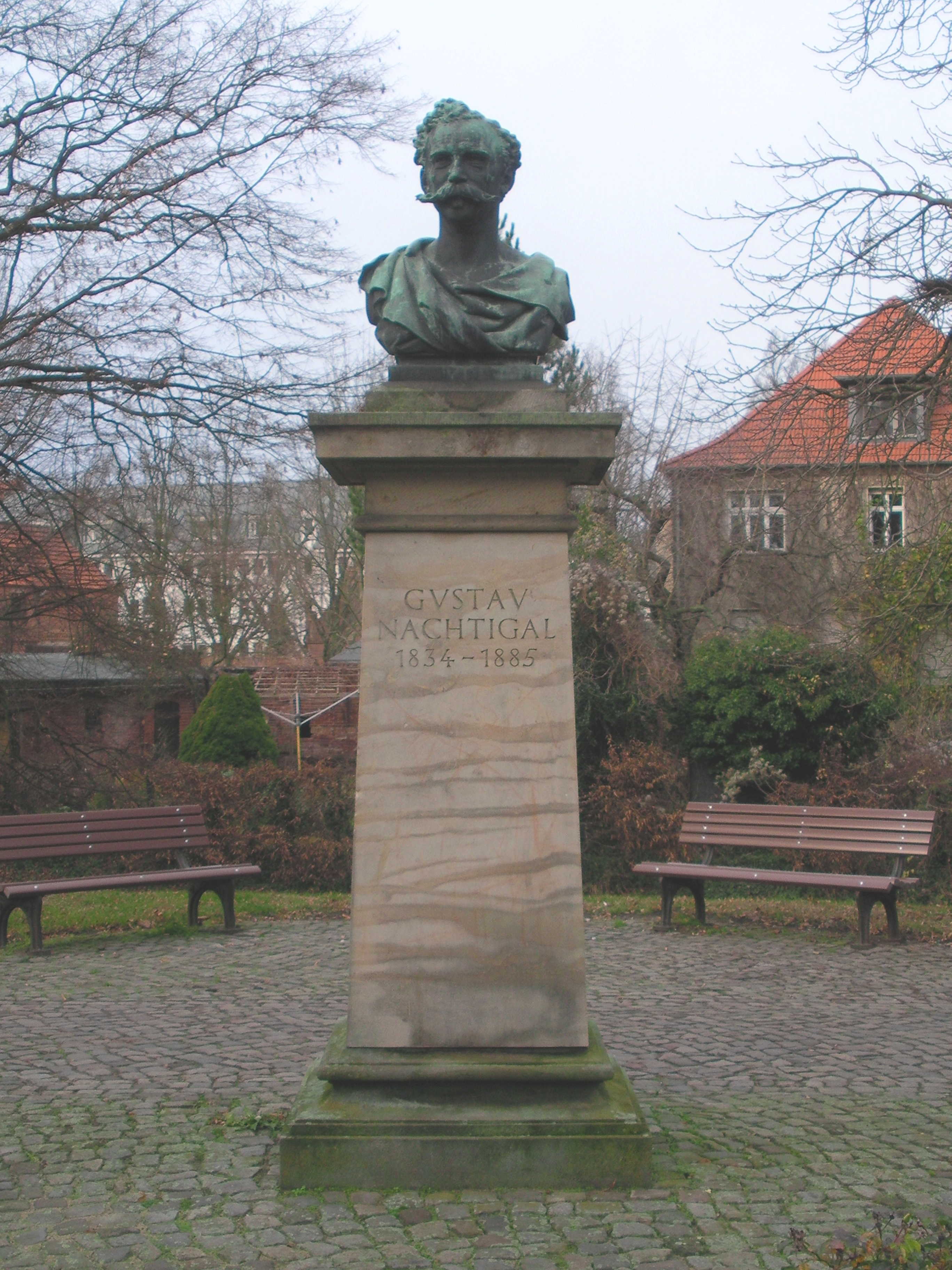
Nachtigal-Denkmal in Stendal von Richard Anders

Nachtigals Tod während seiner Mission als Reichskommissar trug mit zu seiner Stilisierung als Kolonialheld bei. Er wurde zur Schlüsselfigur der deutschen Kolonialpropaganda. Nach ihm wurden in Kamerun das Kap Nachtigal bei Viktoria und das Krankenhaus von Duala, in Togo das Nachtigal-Krankenhaus in Sebbe (Togo) sowie das Schiff Nachtigal benannt, das 1914 während des Ersten Weltkriegs in Kamerun sank. Ein Gletscher auf der Insel Südgeorgien Nachtigal-Gletscher und eine Pflanzengattung Nachtigalia Schinz ex Engl. aus der Familie der Wunderblumengewächse tragen seinen Namen. Die Gesellschaft für Erdkunde verlieh von 1896 bis in die 1990er Jahre die Gustav-Nachtigal-Medaille.
In vielen Städten Deutschlands wurden, teilweise nach 1933 im Rahmen des Kolonialrevisionismus, Straßen und Plätze nach Nachtigal benannt.
So wurde ihm zu Ehren in Stendal westlich des Nachtigalplatzes (Ende Bahnhofsstraße) am 28. Juni 1891 das Nachtigaldenkmal, eine Bronze-Büste, enthüllt. Im Frühjahr 1970 musste sie einem überlebensgroßen Standbild Lenins weichen. Anlässlich seines 100. Geburtstags hatte die in Stendal garnisonierte Sowjetarmee der Stadt das Denkmal geschenkt. Nachtigals Büste lag jahrzehntelang im Schuppen des Altmärkischen Museums. Auf Betreiben von Detlev Brüning wurde sie am 22. Dezember 1991 am alten (rückbenannten) Platz wieder aufgestellt und im Dezember 2024 gestohlen.
Seit den 2000er Jahren wird die Ehrung Nachtigals durch Denkmäler und Straßennamen in vielen Städten Deutschlands kritisch diskutiert. In Berlin beschloss 2016 die Bezirksverordnetenversammlung des Bezirks Mitte die Umbenennung des Nachtigalplatzes und gab 2018 bekannt, dass der Platz künftig Manga-Bell-Platz benannt werden soll, nach Emily und Rudolf Duala Manga Bell, die eine zentrale Rolle im Widerstand des Volkes der Duala gegen die deutsche Kolonialherrschaft spielten. Die Straßenschilder des Manga-Bell-Platzes wurden am 2. Dezember 2022 enthüllt. Gleichzeitig wurde die Lüderitzstraße in Cornelius-Fredericks-Straße umbenannt. Auch wurde zum 1. Januar 2025 im Mannheimer Stadtteil Rheinau die Gustav-Nachtigal-Straße in Marco-Polo-Straße umbenannt.

## Sonstiges
Rudolf Prietze war der Sohn von Nachtigals Schwester Marie Luise Nachtigal. Er wurde ebenfalls Afrikaforscher und gilt als einer der Väter der modernen Afrikanistik.

## Werke
- Sahara und Sudan. 3 Bände. Berlin / Leipzig 1879–1889. Als Reprints erhältlich. Digitalisat. Library of Congress.
- Tibesti. Die Entdeckung der Riesenkrater und die Erstdurchquerung des Sudan, 1868–1874. Hrsg.: Heinrich Schiffers. Erdmann, Tübingen / Basel 1978, ISBN 3-7711-0305-3.
- Ueber die internationale afrikanische Gesellschaft. In: Amtlicher Bericht der 50. Versammlung deutscher Naturforscher und Ärzte in München vom 17. bis 22. September 1877. München 1877, 122–128.